# متعان
قبيلة متعان قبيلة عدوانية قيسية مضرية عدنانية وهم في الأصل فرع جاهلي من قبيلة عدوان التي تعود اصولهم اليها وهم بطن من بني خارجة وكثروا في الإسلام حتى اصبحوا قبيلة مستقلة الاسم في نواحي الليث. وتستوطن قرية حلية بوادي سلبة في مركز ربوع العين في محافظة أضم والقنفذة في إقليم تهامة التابع منطقة مكة المكرمة.

## نسبها
تنتسب قبيلة متعان إلى:
- متعان ( متع ) من بني عبس بن حبيب من بني خارجة بن بكر بن يشكر بن عدوان بن عَمْرو بن قيس عيلان بن مضر بن نزار بن معد بن عدنان.[1][2]

وهي قبيلة تنتسب الى القبيلة الأم عدوان وكان اسمهم في صدر الإسلام بني مُتّع . ومنهم الصحابي عامر بن هلال المُتعي. وفي عصر النبي محمد كتب إليهم كتابا قال ابن الاثير. «عامر بن هلال. من بني عبس بن حبيب بن خارجة بن عدوان، يكنى أبا سيارة المتعي، كتب له النبي صلى الله عليه وسلم كتابا هو عند بني عمه المتعيين».

## بطونها
تنقسم قبيلة متعان الى عدة بطون وهم :
- الغمايات، ومنهم:
  - آل خليفة
  - آل إبراهيم
  - المعاصبة
  - الحجرة
  - آل ردة
  - الحنشا
  - الجوابرة

- الرياحين ومنهم:
  - آل سعيد
  - الجرداء
  - آل فاضل
  - الجحادلة
- السلم ومنهم:
  - آل حمدة
  - الردحة
  - آل مسعود
  - الرزقة
- الثوبة ومنهم:
- العبادلة
- الهماهمة

## ديارها
تسكن قبيلة أعلى وادي حلية، وأعالي وادي العرج وبعض نواشغ الليث الجنوبية، ويسمى صدر حلية (حلية متعان) لغلبتهم عليه، ولهم فيه سوق الربوع في العين من حلية.